# 沙拉羅訥河
沙拉羅訥河（法語：Chalaronne，法語發音：[ʃalaʁɔn]）是法国安省的河流，位於該國東部，屬於索恩河的左支流，河道全長52公里，流域面積175平方公里，平均流量每秒1.01立方米，發源自拉佩鲁斯，河口處在沙拉罗讷河畔圣迪迪耶和图瓦塞之間。

## 外部連結
- http://www.geoportail.fr （页面存档备份，存于）
- Sandre数据库中的沙拉羅訥河